# Bahalana exumina
Bahalana exumina är en kräftdjursart som beskrevs av Lazar Botosaneanu och Thomas M. Iliffe 2002. Bahalana exumina ingår i släktet Bahalana och familjen Cirolanidae. Inga underarter finns listade i Catalogue of Life.